# The Present (2014)
The Present (deutsch mehrdeutig: Das Geschenk oder Die Gegenwart) ist ein 2014 erschienener Animations-Kurzfilm von Jacob Frey. Er gewann etliche Preise.

## Handlung
Der gut 4-minütige Film verzichtet fast vollständig auf Dialoge. Ein Junge im Teenageralter sitzt in einem abgedunkelten Zimmer und spielt Shooter. Seine Mutter kommt ins Haus, stellt einen Karton vor ihn hin, sagt, das sei ein Geschenk für ihn, und geht die Treppe hinauf.
Der zunächst verärgerte Junge wird neugierig und öffnet den Karton, aus dem ihn freudig ein Hundewelpe begrüßt. Doch als der Junge sieht, dass das linke Vorderbein des Welpen verstümmelt ist, wirft er ihn angewidert zur Seite und meint, sie wolle sich wohl über ihn lustig machen. Er wendet sich wieder dem Shooter zu.
Der Welpe erkundet tollpatschig das Zimmer, findet einen roten Ball und fordert den Jungen wiederholt zum gemeinsamen Spielen auf. Dessen Abneigung verfliegt schnell, er beendet sein Computerspiel, steckt den Ball ein und geht mit dem Welpen vors Haus. Erst in dieser letzten Einstellung ist zu sehen, dass auch dem Jungen das halbe linke Bein fehlt und er auf Krücken angewiesen ist.

## Hintergrund
Die Filmhandlung basiert auf dem Comicstrip Perfeição („Vollkommenheit“) von Fabio Coala.

## Rezeption
Der Film wurde auf über 180 Festivals gezeigt und gewann 59 Auszeichnungen.